# شعية جورجية
شعية جورجية (الاسم العلمي: Actinomyces georgiae) هي نوع من البكتيريا يتبع جنس الشعية الفطرية من فصيلة شعاوية.